# Sedmikráska (Jaroslav Durych)
Sedmikráska je symbolická lyrická novela, "podobenství o dívčím půvabu a čistotě", od českého představitele katolické prózy Jaroslava Durycha. Kniha poprvé vyšla v roce 1925 a vydal jí český nakladatel Ladislav Kuncíř.
Novela se skládá ze sedmi příběhů, každý příběh reprezentuje jeden lístek sedmikrásky. Je to příběh o nalézání osudové lásky. Hlavní hrdina se v těchto příbězích během dvou let zamilovává do sedmi různých žen a přitom nevědomky stále hledá a nalézá jednu a tu samou.

## Motivy

### Motiv sedmikrásky
Celý název sedmikrásky je sedmikráska chudobka. V příběhu je tato květina spojena s postavou chudé dívky, která představuje ideál čistoty a pokory. Název chudobka může také značit dívčinu chudobu.

### Číslice sedm
„Jak je známo z Platónovy kosmologie a hermetických nauk, číslo sedm bývá pokládáno za ‚posvátné číslo‘, které vyjadřuje vzájemnost principu tělesného a duchovního, kloubí v sobě božskou číslovku tři a číslovku lidstva čtyři, vyjadřuje tak vztah mezi člověkem a bohem (…). Sedmička představuje v našem životě naplnění – dospění.“
Tato próza je číslem sedm prostoupena ve všech ohledech včetně názvu. Sedmero opakování obdobného příběhu, který se odehrává v sedmi kapitolách. Číslo sedm je významné v křesťanské symbolice již od počátku, kdy Bůh stvořil svět v sedmi dnech. Toto číslo se pak v Bibli objevuje ještě mnohokrát. Je považováno za symbol naplnění. Stejně tak našel hlavní hrdina Sedmikrásky svou milou až posedmé.

### Motiv chudoby a pokory
Motiv chudoby naznačuje už název díla, neboť rostlina sedmikráska nese druhový název chudobka, což naznačuje situaci hlavní protagonistky. Chudoba dívku dlouhodobě učila pokoře, kterou si na ní chlapec tolik zamiloval. Jedná o typický katolický motiv, který propůjčuje dívce charakter světice.

### Motiv lásky
Jedním z ústředních motivů této prózy je láska. Mladík se zamilovává celkem sedmkrát a sedmkrát lásku opět ztrácí.

### Motiv světla
Durych v textu několikrát dívky přirovnává ke světicím. Využívá k tomu mimo jiné motiv světla, kterým bývají světice obklopeny. Dochází k tomu například použitím kontrastu dívčiných bledých tváří a zlaté barvy: „Šel jako po zakázané cestě a tu na trávníčku mezi dvěma hustými a vysokými skupinami vrbin zahlédl bělostný přízrak. Sedělo tam děvče v trávě, rozmotávalo zachumlanou košili. Jeho tělo bylo mokré, zářilo oblačnou bělostí a stíny jeho údů podobaly se též stínům, které vrhají letící oblaka.“ Další barvou, která vytváří efekt světla, jsou potom bílé šaty, do kterých jsou hrdinky oblékány. Bílé šaty jsou také tradičně symbolem panenství. Je zřejmé, že motiv světla spojený s postavami žen v tomto díle je zásadně provázán s katolickou vírou.

## Postavy

### Postava dívky
Jednou z hlavních postav je mladá, chudá dívka bez práce. Dívka se chlapci zjevuje celkem sedmkrát v různých podobách. V díle ztělesňuje tajemství, hádanku, kterou je potřeba sedmkrát rozluštit a díky tomu si chlapec zaslouží její lásku. Vždy je ztvárněna jako chudá dívka. S touto vlastností je spojen motiv sedmikrásky, která vyjadřuje chudobu.  Dívka v díle představuje jak symbol krásy, tak symbol chudoby. Jméno dívky v knize není zmíněno.

### Postava chlapce
Hlavní postavou knihy je bezejmenný chlapec. Důležitým motivem je jeho láska k dívce, kterou musí potkat sedmkrát, aby jejich vztah mohl započít. Postava chlapce v díle ztvárňuje symbol hledání, který knize dává pohádkové ladění.

## Kompozice
V souvislosti s tímto dílem se mluví o tzv. kruhové kompozici. Jedná se o princip, kdy děj začíná i končí na tom samém místě, konkrétně v pokoji dívky. Za použití této kompozice se celý příběh v podstatě "opisuje" a teprve na jeho konci dochází k rozuzlení děje.

## Časoprostor
Místo a čas děje není blíže specifikován, jednoznačně je jmenována pouze Praha, další města a místa událostí konkretizována nejsou. Co se týče ročního období, v povídkách je zmiňováno jaro a podzim. Pouze v poslední kapitole je zmíněno, že se odehrává v lednu.

## Děj
Děj knihy je rozčleněn do sedmi příběhů. V každém z nich vystupuje mladý muž, který hledá lásku. V ději převažují lyrické pasáže.
První příběh je vyprávěn z pohledu chudé dívky, sirotka. Dívka vystudovala obchodní školu, ale nedaří se jí sehnat zaměstnání. Jednoho dne si jí na ulici všimne chlapec. Následující dny ho dívka opět potkává, a když ji chlapec spatří plakat nad hrobem její matky, daruje jí sedmikrásku. Následně jí vyzná lásku, sblíží se spolu, ale od toho dne se dívka chlapci ztratí. Chlapec si nemůže ani vzpomenout, jak vypadala.
Ve druhém příběhu se ten stejný mladík opět zamiluje, tentokrát do služky, která myje okna. Vyzná se jí ze své lásky a následně musí pracovně odjet do města. Během cesty se rozhodne vystoupit z vlaku a vrátit se za svou milovanou. Ta mu pouze daruje prstýnek a přesvědčí ho, aby se snažil najít dívku z prvního příběhu. Příběh končí chlapcovým slibem návratu v případě, že do roka tajemnou dívku nenajde.
Třetí příběh je vyprávěn z pohledu pekařky, která přišla o práci. Když plakající čekala na výpověď, potká ji chlapec a věnuje jí kytici růží. Tím tento příběh končí, chlapec nechá dívku jít, ale ve čtvrtém příběhu se ji rozhodne hledat, protože pro ni sehnal zaměstnání. Po dívce se ale slehla zem, nikdo o ní nic neví. Nakonec se mu podaří jí vypátrat a ona se tak stane čtvrtou dívkou, do které se zamiloval.
Do páté dívky se chlapec zamiluje v tramvaji. Rozhodne se k ní připojit a pravidelně jí dělat doprovod domů. Jednou ji doprovodí také do její práce a zjistí, že pracuje ve firmě, ve které tehdy sehnal místo pro pekařku. Svěří se dívce se svou minulostí a ta ho přiměje, aby hledal dále.
Chlapec se rozhodne, že na lásku rezignuje a přijímá myšlenku, že nikdy pravou lásku ani nepotká. V ten okamžik narazí na dívku, která se mu zalíbí. Políbí se, ale on ji nechá jít.
V sedmém příběhu se objevuje dívka s kyticí sedmikrásek. Mladík ji následuje až do jejího domu. Najednou v ní poznává všechny své minulé lásky. Ve všech příbězích figuruje jedna a ta samá dívka. Kniha končí jejich šťastným shledáním.